# Phyllopodopsyllus briani
Phyllopodopsyllus briani är en kräftdjursart som beskrevs av Petkovski 1955. Phyllopodopsyllus briani ingår i släktet Phyllopodopsyllus och familjen Tetragonicipitidae. Inga underarter finns listade i Catalogue of Life.